# Werkstatt der Jungen Filmszene
Die Werkstatt der Jungen Filmszene ist das älteste Nachwuchsfilmfestival Deutschlands, das jährlich über ein Wochenende stattfindet und jungen Filmemachern bis 27 Jahren die Möglichkeit gibt, ihre Filme zu präsentieren. Die eingereichten Filme werden von einer Jury gesichtet und in mehreren Blöcken zu einem Programm zusammengestellt. Organisiert wird die Werkstatt von der Jungen Filmszene, einem Projekt des Bundesverbandes Jugend und Film.

## Geschichte
Jährlich findet das Festival an Pfingsten über vier Tage statt, in den letzten Jahren im Wilhelm-Kempf-Haus in Wiesbaden-Naurod und in der Caligari Filmbühne in Wiesbaden. Dort wird die Möglichkeit geboten, sich persönlich kennenzulernen und Kontakte zu knüpfen. Angestrebt ist nicht ein Wettbewerbscharakter, sondern eine lockere Atmosphäre, in der Gespräche über gezeigte Filme stattfinden, bei der die Anwesenheit der Filmemacher erwünscht ist. Angeboten werden Workshops, um filmisches Know-how zu entwickeln, bzw. zu vertiefen.
1965 fand das Fest der Jungen Filmer, das heute Werkstatt der Jungen Filmszene heißt, zum ersten Mal in der Stadt Werl in Nordrhein-Westfalen statt. Die Organisation übernahm ab 1970 die Bundesarbeitsgemeinschaft der Jugendfilmclubs e. V., der 1992 zum Bundesverband Jugend und Film e. V. wurde und sich somit nicht nur um die jährliche Planung kümmerte, sondern auch um die Unterstützung der jungen Filmemacher in den Zeiträumen zwischen den Festivals. 1996 kam es zum Ausbau des (Service-)Netzwerks, die Verwaltung des Festivals wurde auf die Junge Filmszene übertragen.
2015 hatte das Festival sein 50. Jubiläum. 2018 gab es ca. 400 Einreichungen und jährlich sind es ca. 100 bis 150 Teilnehmer.

## Junge Filmszene
Bei der Jungen Filmszene handelt es sich um Informations-Netzwerk, das in der Jugendfilmarbeit tätig ist. Es versteht sich als eine Schnittstelle zwischen jungen Filmemachern und verschiedenen Trägern, die Jugendliche bei der Filmarbeit unterstützen. Es ist ein Projekt des Bundesverbandes Jugend und Film e. V.

## Filmeinreichungen
Da es sich bei der Werkstatt um ein deutschsprachiges Festival handelt, sind nur Filme in deutscher Sprache oder mit deutschem Untertitel erlaubt, ansonsten sind aber alle Genre, Formate und Längen zugelassen. Um den Charakter des Nachwuchsfestivals für junge Filmmacher zu wahren, dürfen die Filmemacher bei der Fertigstellung des Filmes nicht älter als 27 Jahre sein. Eingereicht werden kann über das Internetportal filmfestivals4u.de oder per Post, wobei pro Regisseur nur ein Film eingereicht werden darf.
Wird ein Film für das Programm ausgewählt, so erhält ein Mitglied des Filmteams kostenlose Unterkunft beim Festival, sowie Verpflegung und einen Fahrkostenzuschuss.

## Bekannte Teilnehmer an der Werkstatt
- Eicke Bettinga, deutscher Drehbuchautor und Filmregisseur
- Oliver Bittner, deutscher Filmregisseur
- Bettina Blümner, deutsche Regisseurin und Drehbuchautorin
- Marc-Andreas Bochert, deutscher Filmregisseur und Drehbuchautor
- Rainer Boldt, deutscher Regisseur und Drehbuchautor
- Neco Çelik, deutscher Film- und Theaterregisseur
- Michael Comtesse, deutscher Drehbuchautor und Regisseur
- Alexander Dydyna, deutscher Drehbuchautor
- Frank Dukowski, deutscher Schauspieler
- Florian Eichinger, deutscher Regisseur, Drehbuchautor und Produzent
- Nora Fingscheidt, deutsche Filmregisseurin und Drehbuchautorin
- Florian Gärtner, deutscher Filmregisseur und Drehbuchautor
- Simon Gosejohann, deutscher Komiker und Fernsehmoderator
- Anja Gurres, deutsche Regisseurin und Autorin
- Erik Haffner, deutscher Regisseur und Autor
- Finn-Ole Heinrich, deutscher Autor und Filmemacher
- Veit Helmer, deutscher Filmregisseur und Filmproduzent
- Nico Hofmann, deutscher Filmregisseur und Filmproduzent
- Pierre M. Krause, deutscher Fernsehmoderator, Autor und Darsteller
- Nils Loof, deutscher Filmregisseur, Drehbuchautor und Hochschulprofessor
- Antonia Low, deutsch-britische Konzeptkünstlerin
- Christoph Müller (Filmproduzent)
- Axel Ranisch, deutscher Filmregisseur, Drehbuchautor und Schauspieler
- Elke Ried, deutsche Filmproduzentin
- Kai Schwind, deutscher Autor und Produzent von Hörspielen
- Thomas Stellmach, deutscher Trickfilmregisseur, Produzent, Autor und Animator
- Felix Stienz, deutscher Filmregisseur, Drehbuchautor, Filmeditor und Filmproduzent
- Sven Taddicken, deutscher Filmregisseur und Drehbuchautor
- Tristan Thielmann, deutscher Medienwissenschaftler
- Bernd Upnmoor, deutscher Filmemacher, Schauspieler und Kameramann
- Julia von Heinz, deutsche Filmregisseurin und Drehbuchautorin
- Erica von Moeller, deutsche Filmregisseurin und Drehbuchautorin
- Claire Walka, deutsche Autorin, Filmregisseurin und Filmeditorin
- Helge Weichmann, deutscher Schriftsteller